# Chrysophyllum lungi
Chrysophyllum lungi – gatunek drzew należących do rodziny sączyńcowatych. Występuje w Afryce, na terenie Kongo.